# Битва під Александрією (30 до н. е.)
Битва під Александрі́єю (1—30 липня 30 до н. е.) відбулася між військами Октавіана та Марка Антонія й стала завершальним етапом останньої громадянської війни Римської республіки.
Попри численні випадки дезертирства у війську Антонія, йому вдалося завдати певної поразки війську Октавіана в перші дні оборони Александрії. Та згодом дезертирство лише зросло, і на початку серпня Октавіан здійснив друге, цього разу успішне вторгнення до
Єгипту. Усвідомивши неминучість поразки, Антоній та Клеопатра наклали на себе руки, завершивши драму однієї з найвідоміших історичних любовних історій стародавнього світу.

## Передісторія
Після морської поразки при Акції (31 до н. е.) Антоній втратив більшість свого флоту, відступив до Єгипту і змушений був залишити головні сили в Греції. Позбавлене постачання, його військо згодом капітулювало і Октавіан вирушив до Єгипту.

## Перебіг битви
Протягом більшої частини липня 30 року Октавіан облягав Александрію — останній оплот Антонія й Клеопатри. Попри деморалізованість, війська Антонія залишались дисциплінованими й досвідченими: чимало з них були його вірними соратниками впродовж понад 20 років.
Хоча Октавіан мав чисельну перевагу, Антоній вміло використовував укріплення міста: під його керівництвом оборона Александрії трималася напрочуд стійко. Впродовж липня війська Октавіана здійснювали локальні атаки, шукаючи слабкі місця, але так і не наважилися на повномасштабний штурм.
До кінця місяця, після виснажливих боїв і наростаючої напруги серед солдатів, Октавіан вирішив діяти рішучіше і 30 липня розпочався масштабний наступ. Сторони зійшлися на міському іподромі, де відбулися запеклі бої. Антоній зумів організувати ефективну оборону, але втрати обох армій сягнули близько 10 000 вояків.
Це кровопролитне зіткнення остаточно підірвало бойовий дух та сили Антонія, залишивши його практично без шансів на перемогу.
На початку серпня Октавіан, який значно переважав Антонія чисельністю, розпочав другу, зрештою успішну, сухопутну атаку зі сходу та заходу, що призвело до падіння міста. Антоній скоїв самогубство, як і Клеопатра через дев'ять днів після битви.

## Після битви
Октавіан стратив Цезаріона, сина Клеопатри від Юлія Цезаря, а також старшого сина Марка Антонія, Антилла. Октавіан виявив милосердя до решти дітей Антонія та віддав їх своїй сестрі та колишній дружині Антонія, Октавії, на виховання як римських громадян, хоча наймолодші сини Антонія не дожили до дорослого віку, а померли за нез'ясованих обставин. Інші діти Антонія досягли відносно високих позицій і, зрештою, стали прямими предками трьох римських імператорів: Клавдія, Нерона та Калігули. У 28 до н. е. Цицерон, син легендарного оратора, вивіз з Риму всі бюсти Антонія. Зрештою, їх відновили його імператорські нащадки.

## Наслідки
Октавіан анексував Єгипетське царство і перетворив його на однойменну римську провінцію. Всі римські чиновники, що були відправлені до Єгипту, належали до класу вершників, і жоден cенатор не міг відвідувати Римський Єгипет без прямого дозволу Октавіана.

## Галерея

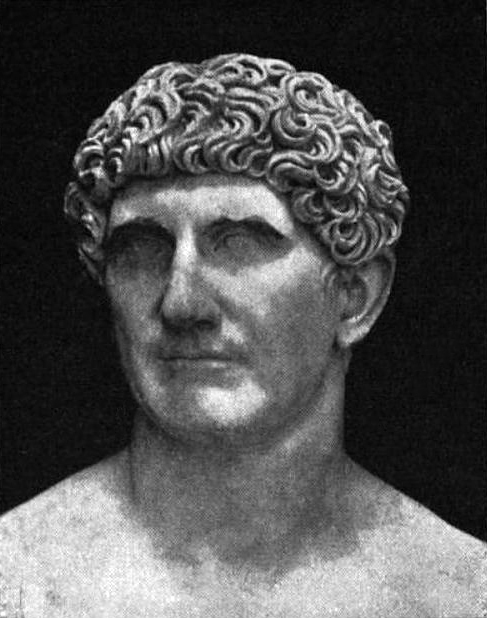
Римський бюст консула та тріумвіра Марка Антонія, Музеї Ватикану
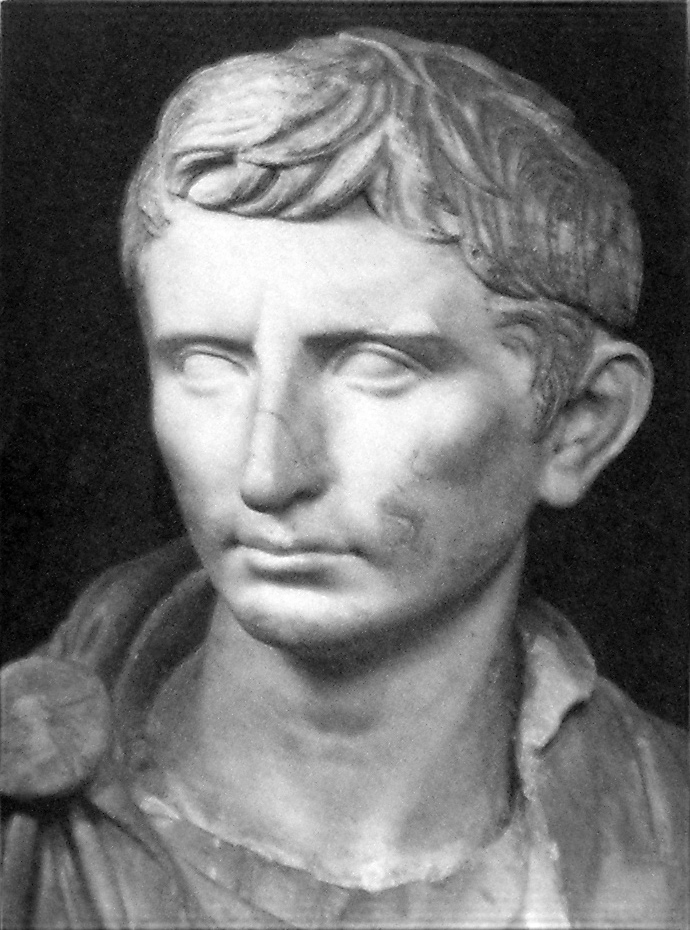
Реконструйована статуя Августа у втіленні молодого Октавіана, датована приблизно 30 до н. е.
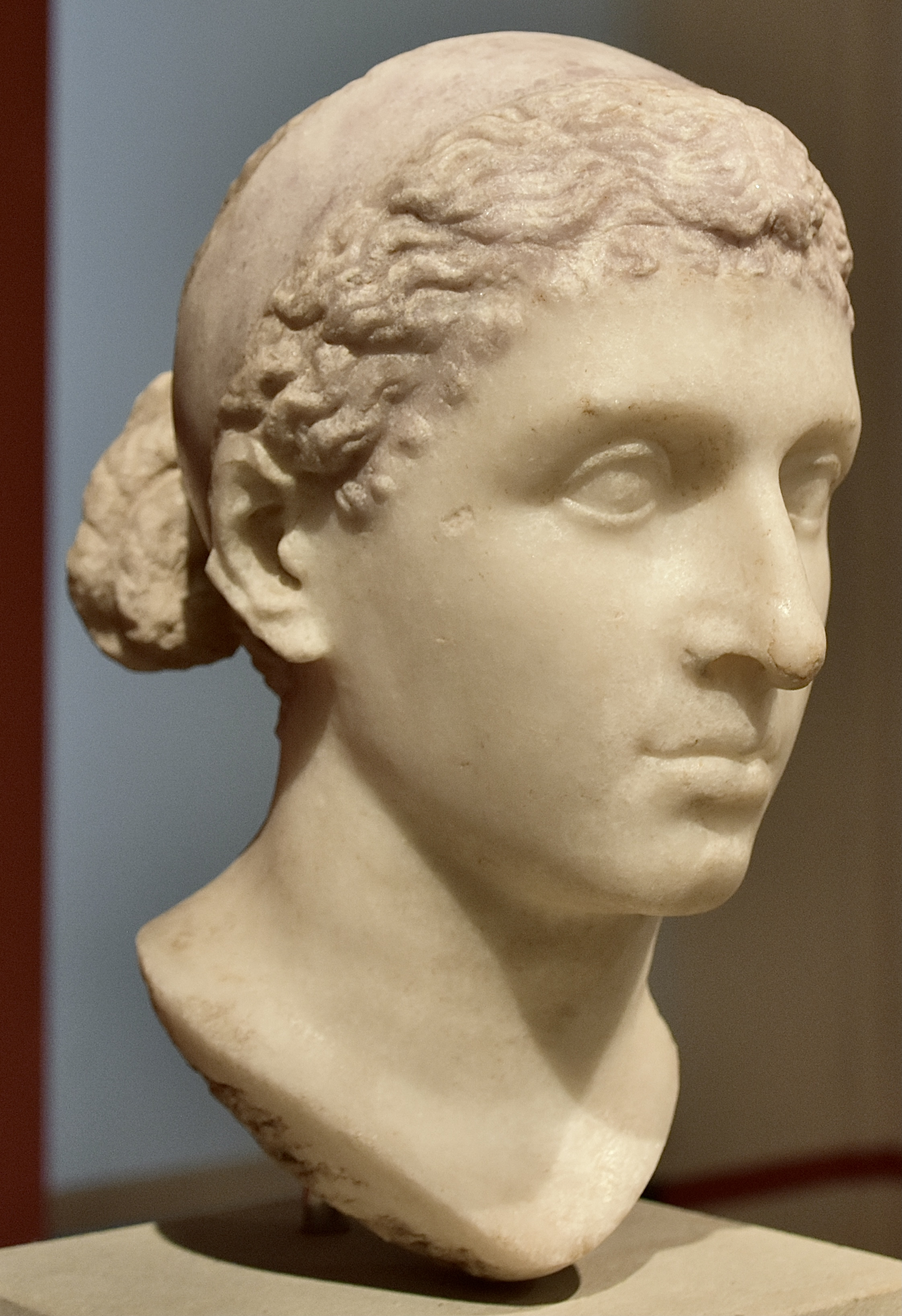
Бюст Клеопатри, датований 40—30 рр. до н. е. «Старий музей» у Берліні